# Le Misanthrope
Pour les articles homonymes, voir Misanthrope (homonymie).
Le Misanthrope est une comédie de Molière en cinq actes en alexandrins, créée le 4 juin 1666 sur la scène du Palais-Royal. Le sous-titre « ou l'Atrabilaire amoureux » ne figure pas dans les éditions publiées de cette pièce mais seulement dans la mention manuscrite du privilège accordé le 21 décembre à Molière pour l'impression de sa pièce.

## Personnages
- Alceste, le Misanthrope, amoureux de Célimène.
- Philinte, ami d’Alceste.
- Oronte, amant de Célimène.
- Célimène, dont est épris Alceste.
- Éliante, cousine de Célimène.
- Arsinoé, amie envieuse de la beauté et de la jeunesse de Célimène.
- Acaste, marquis, prétendant de Célimène.
- Clitandre, marquis, prétendant de Célimène.
- Basque, valet de Célimène.
- Un garde de la maréchaussée de France.
- Du Bois, valet d’Alceste.

## Résumé
Alceste méprise l'humanité tout entière. Il en dénonce l'hypocrisie, la couardise et la compromission. Paradoxalement, alors qu'il est aimé d'Arsinoé, la prude, et d'Éliante, la sincère, il aime passionnément Célimène, une veuve de 20 ans, coquette, superficielle et médisante.
- Acte I

Alceste et son ami Philinte se querellent sur leur amitié ; selon Alceste, Philinte aurait prodigué des marques d'amitié trop fortes à un inconnu. Alceste finit par s'emporter sur l'humanité.
Arrive Oronte, autre prétendant de Célimène, qui demande leur avis sur un sonnet de sa composition. Philinte dit, par complaisance, qu'il l'adore, mais Alceste déteste le sonnet et le dit clairement. Oronte est vexé et une dispute éclate.
- Acte II

Alceste dit à Célimène que sa complaisance pour d'autres hommes lui déplaît. Arrivent deux jeunes marquis, Acaste et Clitandre, autres prétendants de Célimène. Célimène joue avec eux à médire de plusieurs personnes de leur connaissance, ce qui rend Alceste jaloux et furieux. Célimène en est agacée mais l'arrivée d'un garde l'interrompt : il annonce qu'Alceste est convoqué au tribunal pour l'affaire du sonnet d'Oronte.
- Acte III

Arsinoé paraît et confie perfidement à Célimène que son comportement suscite des critiques mais qu'elle a pris sa défense. Célimène, qui n'est pas dupe de l'hypocrisie d'Arsinoé, lui répond sur un même ton de politesse hypocrite. Furieuse, Arsinoé tente de séduire Alceste. En vain.
- Acte IV

À son tour, Alceste est furieux : quelqu'un (probablement Arsinoé) lui a donné une lettre pleine de complaisance que Célimène a écrite à un autre homme. Il la somme de se justifier. Elle retourne la situation en sa faveur. Désespéré, Alceste présente ses excuses. Alceste apprend qu'il a perdu son procès, il veut quitter la société des hommes.
- Acte V

Alceste et Oronte demandent à Célimène de choisir entre eux. Arrivent Acaste et Clitandre, chacun avec une lettre adressée par Célimène à l'autre. Cela prouve que Célimène joue avec le cœur de ses soupirants, ce qui décide Oronte à partir. Une fois seul avec Célimène, Alceste lui propose de l'épouser à condition qu'elle quitte avec lui la société des hommes qu'il ne supporte plus. Elle ne peut pas se résoudre à quitter la vie mondaine. Alceste, s'excusant auprès d'Éliante — qui lui préfère maintenant Philinte — annonce donc quitter Paris pour se retirer dans la solitude. Philinte s'apprête à l'en dissuader lorsque le rideau tombe.

## Accueil
Même si la seizième pièce de Molière a été représentée trente-quatre fois pendant l'année 1666, ce qui représente un chiffre honorable grâce à l'appui du Roi, Le Misanthrope a connu un accueil que l'on pourrait qualifier de froid et négatif de la part de la noblesse provinciale, certains des personnages remettant en cause l'autorité assise des droits des privilégiés et de leurs privilèges. Mais, contrairement aux échecs précédents du Tartuffe et de Dom Juan dans lesquels le réalisme critique de l'auteur, qui semble bafouer les traditions religieuses, sociales et morales, suscite un scandale théâtral (de), cette pièce reçoit une certaine reconnaissance critique de la part des connaisseurs.

## Adaptations ou inspiration
- En 1729, avec I Disingannati (Les Désabusés), le compositeur Antonio Caldara met en musique le livret de Giovanni Claudio Pasquini, directement inspiré de la pièce de Molière (recréation en 1993 au Festival de musique ancienne d'Innsbrück).
- En 1797, Le Misanthrope Travesti, Joseph Daubian Delisle, imprimerie Rodière, Castres ; adaptation burlesque en occitan [lire en ligne] ; compte-rendu : lire en ligne sur Gallica
- En 1791, Le Philinte de Molière, ou la Suite du Misanthrope, de Fabre d'Églantine, pièce réécrite d'après les instructions de Rousseau dans la Lettre sur les spectacles, lire en ligne sur Gallica.
- En 1855, l'opéra comique La Cour de Célimène, d'Ambroise Thomas, s'inspire directement du personnage de Molière.
- En 1905, Georges Courteline écrit un pastiche qui est censé en être une suite : La Conversion d'Alceste.
- En 1966, Boby Lapointe sort la chanson L'Ami Zantrop, hommage humoristique à la pièce.
- En 1992, Jacques Rampal fait comme Georges Courteline avec Célimène et le Cardinal.
- En 1994, Mathias Ledoux a adapté la pièce pour la télévision, sur un scénario de Jacques Weber.
- En 2013, Éric-Emmanuel Schmitt publie Un homme trop facile, comédie représentée cette même année au théâtre de la Gaîté-Montparnasse avec Jérôme Anger jouant le fantôme d’Alceste et Roland Giraud l’acteur qui doit l’interpréter.
- En 2013, Alceste à bicyclette, film de Philippe Le Guay (distribué au Québec sous le titre Molière à bicyclette), où Lambert Wilson et Fabrice Luchini jouent alternativement le rôle transposé d'Alceste et celui de Philinte.
- En 2013, traduction en langue bretonne par Serj Richard, de l'Université de Brest (UBO, Éditions Mouladurioù Hor Yezh, titre en breton : An Dengasaour).
- En 2019, pièce "le misanthrope (VS Politique)" mise en scène par Claire Guyot, jouée par la compagnie La vallée des arts.

## Mises en scène
Par année, sont mentionnés le ou les noms des metteurs en scène et le nom du théâtre ou de la scène concernés.
- 1922 : Jacques Copeau au théâtre du Vieux-Colombier.
- 1922 : Lucien Guitry au théâtre Édouard-VII.
- 1950 : Giorgio Strehler.
- 1954 : Jean-Louis Barrault, avec Madeleine Renaud.
- 1960 : Maurice Sarrazin au Grenier de Toulouse.
- 1969 : Marcel Bluwal au théâtre de la Ville.
- 1976 : Jean-Laurent Cochet au Festival des jeux du théâtre de Sarlat avec Claude Giraud.
- 1976 : Jean-Pierre Dougnac au théâtre Daniel-Sorano.
- 1977 : Jean-Pierre Vincent au Théâtre national de Strasbourg avec Philippe Clévenot.
- 1977 : Pierre Dux à la Comédie-Française.
- 1985 : André Engel à la maison de la culture de Bobigny.
- 1988 : Antoine Vitez au Théâtre national de Chaillot.
- 1989-1990 : Simon Eine à la Comédie-Française.
- 1990 : Pierre Pradinas avec Niels Arestrup.
- 1990 : Jacques Weber au théâtre de la Porte-Saint-Martin.
- 1994 : Jacques Weber filmée pour Canal+, avec Jean-François Balmer et Romane Bohringer.
- 1998-1999 : Jacques Lassalle au théâtre Vidy-Lausanne, puis en tournée à la maison de la culture de Bobigny avec Andrzej Seweryn et Marianne Basler.
- 2001 : Jean-Pierre Miquel au théâtre du Vieux-Colombier, avec Denis Podalydès.
- 2003 : Stéphane Braunschweig au théâtre national de Strasbourg.
- 2010 : Ivo van Hove pour une version transposée dans un monde contemporain avec une esthétique trash à la Schaubühne de Berlin intitulée Der Menschenfeind, avec une nouvelle traduction allemande (signée Hans Weigel) du texte de Molière[6].
- 2011 : Cyril Kaiser, Genève, à la Fusterie.
- 2013 : Jean-François Sivadier au théâtre de l'Odéon[7].
- 2013 : Michèle André à La Cigale.
- 2014 : Michel Fau au théâtre Montansier à Versailles et théâtre de l'Œuvre à Paris, avec Julie Depardieu, Michel Fau.
- 2014 : Jean-François Sivadier au Théâtre national de Strasbourg.
- 2014 : Thibault Perrenoud au théâtre de la Bastille.
- 2014 : Clément Hervieu-Léger à la Comédie-Française, avec Georgia Scalliet (Célimène) et Loic Corbery (Alceste).
- 2015 : Michel Belletante au théâtre du Vellein, avec entre autres Philipe Nesme (Philinte), Marianne Pommier (Célimène), Renaud Dehesdin (Alceste), Léo Feber (Arsinoé), Floriane Durin (Eliante).
- 2015 : Michel Monty au théâtre du Rideau vert.
- 2016 : Claire Guyot au Vingtième théâtre à Paris puis à Avignon et tournée, avec Pierre Margot (Alceste).
- 2016 : Jean François Buisson au théâtre Antibéa d'Antibes, avec Annabelle Charles (Célimène) et Cédric Garoyan (Alceste).
- 2017 : Raymond Acquaviva au théâtre des Béliers.
- 2017 : Dominique Serron à L'Infini théâtre à Bruxelles.
- 2017 : Clément Hervieu-Léger à la Comédie-Française (reprise).
- 2018 : Morgan Perez au 13e art de Paris (13e arrondissement de Paris).
- 2019 : Alain Françon au théâtre de Carouge (canton de Genève, Suisse).
- 2019 : Peter Stein au Théâtre libre - Le Comédia (10e arrondissement de Paris).
- 2024 : Florent Siaud au Théâtre du Nouveau Monde (Montréal, Canada).
- 2024 : Patrice Mincke au Théâtre Royal du Parc (Bruxelles)
- 2025 : Georges Lavaudant au Domaine d'O, Cité européenne du théâtre (Montpellier) et au Théâtre de l'Athénée-Louis Jouvet (Paris), avec Éric Elmosnino (Alceste), François Marthouret (Philinte), Mélodie Richard (Célimène), Aurélien Recoing (Oronte), Astrid Bas (Arsinoé), Luc-Antoine Diquéro (Clitandre), Anysia Mabe (Éliante), Bernard Vergne (Basque), Thomas Trigeaud (Du Bois) et Mathurin Voltz (Acaste), scénographie et costumes de Jean-Pierre Vergier.

## Cinéma et télévision
- 1958 : Le Misanthrope, téléfilm de Jacques-Gérard Cornu.
- 1959 : Le Misanthrope de Jean Kerchbron.
- 1971 : Le Misanthrope est filmé pour le cinéma par Pierre Dux, avec Jean Rochefort dans le rôle d'Alceste.
- 1974 : Misantropen, téléfilm d'Ingmar Bergman.
- 1974 : The Misanthrope, téléfilm de Carl Schultz.
- 1994 : Le Misanthrope, téléfilm de Mathias Ledoux.
- 2001 : The Misanthrope, film d'Allen Colombo.
- 2007 : The Misanthrope, film de Ted Skjellum.
- 2013 : Alceste à bicyclette, film de Philippe Le Guay, avec Fabrice Luchini et Lambert Wilson dans les rôles d'Alceste et de Philinte. Querelle d'ego d'acteurs autour de la pièce de Molière.
- 2017 : Le Misanthrope, film de Clément Hervieu-Léger.